# Аракс (пароход, 1828)
«Аракс» — колесный пароход Каспийской флотилии Российской империи.

## Описание парохода
Колёсный деревянный пароход, длина судна составляла 28,35 метра, ширина — 6,1 метра. На пароходе была установлена паровая машина мощностью 40 номинальных лошадиных сил.

## История службы
Колёсный пароход «Аракс» был заложен в Астрахани 21 декабря 1827 (2 января 1828) года и после спуска на воду 21 ноября (3 декабря) 1828 года вошёл в состав Каспийской флотилии России. Строительство вёл корабельный мастер подпоручик С. О. Бурачёк.
19 июня (1 июля) 1833 года пароход был направлен для буксировки в Астрахань двух ботов, возвращавшихся по Волге с реки Эмбы. Отряд остановился на ночёвку недалеко от селения Семирублевое. В 3 часа ночи на пароходе вспыхнул пожар, судно выгорело практически полностью в течение 15 минут, но вся команда была спасена. Днище и паровая машина были отбуксированы в порт, но были признаны непригодными к дальнейшей службе.
По результатам расследования 23 января (4 февраля) 1835 года командир парохода лейтенант Л. А. Загоскин был разжалован в матросы без лишения прав дворянства, до выслуги, однако 6 (18) апреля 1835 года был помилован и восстановлен в звании.

## Командиры парохода
Командирами парохода «Аракс» в разное время служили:
- лейтенант Л. А. Загоскин (1832—1835 годы)[комм. 3][7];